# Lương Quốc Đoàn
Lương Quốc Đoàn là một chính khách người Việt Nam. Ông hiện là Ủy viên Ban Chấp hành Trung ương Đảng Cộng sản Việt Nam khóa XIII, Bí thư Đảng đoàn, Chủ tịch Trung ương Hội Nông dân Việt Nam, Đại biểu Quốc hội khóa XV thuộc Đoàn đại biểu Quốc hội tỉnh An Giang .

## Xuất thân
Ngày sinh: 21/12/1970
Quê quán: xã Vũ An, huyện Kiến Xương, tỉnh Thái Bình
Dân tộc: Kinh
Lương Quốc Đoàn được kết nạp Đảng Cộng sản Việt Nam vào ngày 6 tháng 10 năm 1994, trở thành đảng viên chính thức vào ngày 6 tháng 10 năm 1995.

## Giáo dục
Trình độ lý luận chính trị: Cao cấp
Trình độ chuyên môn: Cử nhân Luật

## Sự nghiệp
Từ tháng 10/1992 - 12/1994: Cán bộ Văn phòng Huyện ủy Tiền Hải, tỉnh Thái Bình
- Từ tháng 1/1995 - 6/1999: Cán bộ Ban Tổ chức Huyện ủy Tiền Hải, tỉnh Thái Bình
- Từ tháng 7/1999 - 9/2004: Chuyên viên Ban Tổ chức Trung ương Hội Nông dân Việt Nam (NDVN)
- Từ tháng 10/2004 - 12/2005: Phó Trưởng phòng Tổ chức-Cán bộ, Ban Tổ chức Trung ương Hội NDVN
- Từ tháng 1/2006 - 12/2008: Phó Trưởng ban Tổ chức Trung ương Hội NDVN; Ủy viên Ban Chấp hành Công đoàn cơ quan Trung ương Hội NDVN
- Từ tháng 1/2009 - 2/2009: Ủy viên Ban Chấp hành, Ủy viên Ban Thường vụ Trung ương Hội NDVN khóa V, Phó Trưởng Ban Tổ chức Trung ương Hội NDVN
- Từ tháng 3/2009 - 6/2013: Ủy viên Đảng đoàn khóa V, Ủy viên Ban Thường vụ Trung ương Hội NDVN khóa V, Trưởng Ban Tổ chức Trung ương Hội NDVN, Ủy viên Ban Thường vụ Đảng bộ cơ quan Trung ương Hội NDVN khóa VII, Phó Bí thư chi bộ Ban Tổ chức (4/2010 - 8/2012), Bí thư chi bộ Ban Tổ chức (từ 9/2012)
- Từ tháng 7/2013 - 6/2016: Ủy viên Đảng đoàn khóa VI, Ủy viên Ban Thường vụ Trung ương Hội NDVN khóa VI, Trưởng Ban Tổ chức Trung ương Hội NDVN, Ủy viên Ban Thường vụ Đảng bộ cơ quan Trung ương Hội NDVN khóa VII, VIII, Bí thư chi bộ Ban Tổ chức
- Từ tháng 6/2016 - 8/2016: Ủy viên Đảng đoàn khóa VI, Phó Chủ tịch Ban Chấp hành Trung ương Hội NDVN khóa VI kiêm Trưởng Ban Tổ chức Trung ương Hội NDVN, Ủy viên Ban Thường vụ Đảng bộ cơ quan Trung ương Hội NDVN khóa VII, VIII, Bí thư chi bộ Ban Tổ chức
- Từ tháng 9/2016 - 12/2018: Ủy viên Đảng đoàn, Phó Chủ tịch Ban Chấp hành Trung ương Hội NDVN khóa VI, Chỉ huy trưởng Ban Chỉ huy quân sự cơ quan Trung ương Hội
- Từ tháng1 2/2018 - 2/2019: Ủy viên Đảng đoàn, Phó Chủ tịch Thường trực Ban Chấp hành Trung ương Hội NDVN khóa VII, nhiệm kỳ 2018-2023, Chỉ huy trưởng Ban Chỉ huy quân sự cơ quan Trung ương Hội
- Từ tháng 3/2019 - 1/2021: Phó Bí thư Đảng đoàn, Phó Chủ tịch Thường trực Ban Chấp hành Trung ương Hội NDVN khóa VII, Chỉ huy trưởng Ban Chỉ huy quân sự cơ quan Trung ương Hội (đến 2/2020)
Ngày 30 tháng 01 năm 2021, Tại Đại hội đại biểu toàn quốc lần thứ XIII của Đảng, đồng chí được bầu là Ủy viên Ban Chấp hành Trung ương Đảng Cộng sản Việt Nam khoá XIII, nhiệm kỳ 2021-2026.
- Từ tháng 1/2021 - 5/2021: Ủy viên Trung ương Đảng khóa XIII, Phó Bí thư Đảng đoàn, Phó Chủ tịch Thường trực Ban Chấp hành Trung ương Hội NDVN khóa VII
- Từ ngày 29/5/2021: Ủy viên Trung ương Đảng khóa XIII, Bí thư Đảng đoàn, Chủ tịch Ban Chấp hành Trung ương Hội NDVN khóa VII
- Ngày 10/6/2021: Hội đồng bầu cử quốc gia đã công bố danh sách những người trúng cử đại biểu Quốc hội khóa XV. Theo đó, ông Lương Quốc Đoàn đã trúng cử đại biểu Quốc hội tại tỉnh An Giang ở đơn vị bầu cử số 2 gồm thị xã Tân Châu và các huyện: Chợ Mới, Phú Tân. Đây là lần đầu ông ứng cử đại biểu Quốc hội.
Ngày 7 tháng 9 năm 2021, Thủ tướng Chính phủ Phạm Minh Chính ký Quyết định số 1461/QĐ-TTg, bổ nhiệm ông Lương Quốc Đoàn, Ủy viên Trung ương Đảng, Chủ tịch Ban Chấp hành Trung ương Hội Nông dân Việt Nam làm Phó Trưởng Tiểu ban Vận động và huy động xã hội thuộc Ban Chỉ đạo Quốc gia phòng, chống dịch COVID-19.

## Khen thưởng
Bằng khen của Thủ tướng Chính phủ Việt Nam.
Bằng khen của Trưởng ban Tổ chức Trung ương.
Chiến sỹ thi đua cấp Trung ương Hội.